# Аніноаса (Вилча)
Аніноаса (рум. Aninoasa) — село у повіті Вилча в Румунії. Входить до складу комуни Глевіле.
Село розташоване на відстані 158 км на захід від Бухареста, 38 км на південний захід від Римніку-Вилчі, 58 км на північний схід від Крайови, 148 км на південний захід від Брашова.

## Населення
За даними перепису населення 2002 року у селі проживали 323 особи, усі — румуни. Усі жителі села рідною мовою назвали румунську.